# Ѓ
Ѓ, ѓ (gje) é uma letra do alfabeto cirílico, sendo a sexta letra do alfabeto macedônico.
Representa /gj/ ou /ʥ/. Palavras com estes sons geralmente são cognatas de palavras sérvias com Dje, ђ. A transição de uma oclusiva velar sonora palatalizada para uma africada alveopalatal sonora é similar ao G das línguas românicas e inglês.